# لشنیتسا (استان لووچ)
لشنیتسا (به بلغاری: Leshnitsa) یک منطقهٔ مسکونی در بلغارستان است که در شهرستان لووچ واقع شده‌است.